# مقبس دجي
مقبس دجي (بالإنجليزية: Socket J) والمعروف باسم أل جي إي 771 (LGA 771) وهو مقبس أتلقطه شركة إنتل عام 2006 ليستخد مع وحدات إنتل من نوع كزيون ثنائية وثلاثية اللب في الخوادم. وتسميته لمقبس غير دقيق لأنه يستخدم نظام شبكة سطوح مصفوفة الذي يحوي إبر بدلا من فجوات، التي تلمس 771 سطحا معدنيا موجود على أسفل وحدة المعالجة المركزية. وهو يعتبر بديلا لمقبس 604. وينبغي عدم التحيّر بينه وبين مقبس تي المعروف باسم أل جي إي 775 (LGA 775) الذي يستخدم في الحواسيب المكتبية, فمقبس دجي تم تصميمه على نمط تصميم مقبس تي وهو مشابه له كثيرا.